# NGC 5124
NGC 5124 este o liner situată în constelația Centaurul. A fost descoperită în 5 mai 1834 de către John Herschel. Se află la o distanță de 54,95 de megaparseci de Pământ.